# Deroceras boettgeri
Deroceras boettgeri is een slakkensoort uit de familie van de Agriolimacidae. De wetenschappelijke naam van de soort is voor het eerst geldig gepubliceerd in 1889 door Simroth.